# Cloak & Dagger
Cloak & Dagger, även kallade Manteln och Dolken på svenska, är en tecknad superhjälteduo från förlaget Marvel Comics som introducerades 1982 som bifigurer till Spindelmannen i serietidningen Spectacular Spider-Man nr 64. De var två tonåringar på rymmen i New York som hamnat i händerna på en brottsliga som utsatte dem för experimentella droger som förvandlade dem till en mörkervarelse med en gigantisk kappa (Cloak) respektive en änglalik ljusvarelse som kastade ljusknivar (Dagger). Tillsammans "renade" de missbrukare och kriminella från ondska.
1983 fick de för första gången en egen serietidning i form av en mini-serie om fyra nummer; Cloak and Dagger #1-#4. Där introducerades en del personer och platser som kom att bli följeslagare till paret framöver.
Deras debut i Spectacular Spider-Man nr 64 gavs ut på svenska i Spindelmannen nr9/1983 och följdes av ytterligare fyra nummer där de var med.
Cloak and Dagger gjordes 2018 som en TV-serie med en något modifierad historia om superhjälteduon som utspelar sig i New Orleans istället för New York.

## Kuriosa
Själva namnet "Cloak & Dagger" är något av en ordlek eftersom den syftar på en litterär genre vars närmaste svenska betydelse skulle vara "romantisk kriminalroman"; cloak syftar på den romantiske hjälten i slängkappa medan dagger syftar på dödliga intriger, som ju kan sluta med en kniv i ryggen.